# Björn Treber
Björn Treber (* 27. Mai 1992 in Klagenfurt) ist ein österreichischer Tennisspieler und Autor.

## Leben
Björn Treber wuchs in Spittal an der Drau auf.
In seiner Jugend errang er drei Staatsmeistertitel im Tennis. Außerdem gewann er eines der größten TennisEurope-Turniere in Marburg, womit er es in der offiziellen Rangliste unter die besten 25 Spielern von Europa schaffte. Später nahm er auch an ITF, und ATP-Turnieren teil.
Neben seinem Studium der Germanistik an der Universität Graz (seit 2012) schreibt er Lyrik, Prosa und Dramen. Erste Texte sind in der Grazer Literaturzeitschrift manuskripte erschienen. Ebenfalls veröffentlichte Treber in der Literaturzeitschrift Lichtungen den Text Die neue Soziodizee und das Drama Bullshit für Albert, letzteres mit dem Schriftsteller Maksym Ilijan.

## Anerkennungen
- 2016 wurde er mit dem Startstipendium des österreichischen Bundeskanzleramtes ausgezeichnet.
- 2017 Auf Einladung von Stefan Gmünder las er als jüngster Teilnehmer beim Ingeborg-Bachmann-Preis den Text „Weintrieb“.[2]

## Veröffentlichungen
- Spitze Form. In: manuskripte, 56, Heft 211, 2016
- Blattkreise. In: manuskripte, 56, Heft 214, 2016
- In Weintriebs Haus. In: manuskripte, 57, Heft 216, 2017
- Die neue Soziodizee. In: Lichtungen, 40, Heft 158, 2019
- sucht venedig. In: manuskripte, 59, Heft 225, 2019
- Bullshit für Albert. (Mit Maksym Ilijan) In: Lichtungen, 40, Heft 159, 2019